# ロキ (テレビドラマ)
『ロキ』（Loki）は、マーベル・スタジオが製作するアメリカ合衆国のインターネットテレビドラマシリーズ。シーズン1はDisney+にて2021年6月9日から配信され、シーズン2は2023年10月6日から配信された。

## 概要
マーベル・シネマティック・ユニバース（MCU）はこれまで映画をメインに展開され、テレビ放送やネット配信といった他の媒体で公開されたドラマシリーズは映画本編に影響を与えることがない外伝だったが、Disney+で公開される作品群は映画と同じくシリーズの将来に影響を及ぼす本編として位置づけられており、本作は『ワンダヴィジョン』、『ファルコン&ウィンター・ソルジャー』に次ぐ、第三弾となる。
2020年12月11日に予告編が公開され、2021年5月からDisney+で独占配信されることが発表された。その後、2021年6月11日に日米同時配信されることが同年2月25日に発表された。その後、初回配信開始日時を2021年6月9日16時に前倒しした上で毎週水曜日に配信されることを同年5月6日に発表した。
2021年7月14日に配信されたシーズン1の最終話において、シーズン2が制作される事を発表した。Disney+オリジナルのMCUテレビドラマシリーズにおいて、シーズン2が制作される事を明言したのは本作が初めてとなる。
2023年7月31日、シーズン２が同年10月5日（日本時間同月6日）から日米同時に配信されることが発表され、日本語字幕入りの予告編が公開された。

## あらすじ
アベンジャーズのタイムトラベル先の2012年のニューヨークの戦いでロキが“テッセラクト”を手中に逃亡し、とある砂漠に転送された。だが、複数のマルチバースを監視し、時系列を乱す危険性の高い存在を排除する組織である時間変異取締局（Time Variance Authority、通称TVA）のメンバーに拘束され、その本部へ連行される。そこでロキはTVAの職員であるラヴォーナとメビウス・M・メビウスに、神聖時間軸と呼ばれる時間軸が枝分かれしたことによりあらゆるマルチバースが誕生し、大変なことになっていることを説明され、彼らと共に神聖時間軸を正すべく活動することになる。しかし、TVAには目的とは別の大きな陰謀があったのだった。

## 登場人物・キャスト

### メインキャスト
ロキ
演 - トム・ヒドルストン、日本語吹替 - 平川大輔
北欧神話の悪戯の神“ロキ”のモデルであり、アベンジャーズの一員である雷神ソーの義弟で裏切りの神。
本作では、テッセラクトを使ってアベンジャーズの下から逃亡した2012年のロキが主役として登場。TVAや神聖時間軸にまつわる謎にかかわることになる。
シルヴィ
演 - ソフィア・ディ・マルティーノ、日本語吹替 - 佐古真弓
女性の容姿を持つロキの変異体。自分の人生を奪ったTVAを憎悪してその壊滅を企み、組織の目を逃れるために歴史上の様々な大災害に身を隠しながら神聖時間軸の各時代で報復活動を行う。その過程でロキと出会い、自分の変異体同士による稀有で奇抜な繋がりを持つようになる。
少女時代のシルヴィ
演 - ケイリー・フレミング、日本語吹替 - 飯沼南実

メビウス・M・メビウス
演 - オーウェン・ウィルソン、日本語吹替 - 志村知幸
TVAの分析官。神聖時間軸を乱した変異体の追跡・捕縛・尋問などを主任務とする。TVAに“専門家”として参加することになったロキを裏切らないように見張って共に行動するが、彼と徐々に友情を育んでいく。
ラヴォーナ・レンスレイヤー
演 - ググ・バサ＝ロー、日本語吹替 - 鶏冠井美智子
TVAでの裁判を執り行う判事で、メビウスの上司。盲目的にTVAに従い、組織の表向きの支配者であるタイムキーパーに忠誠を誓って、彼らに面会できる権限まで持つ。
ローはラヴォーナを「TVAで非常に尊敬されていて、軍事的なバックグラウンドも持っている」とコメントした。
ハンターB-15
演 - ウンミ・モサク、日本語吹替 - 斉藤貴美子
TVAの実働部隊"ミニットメン"を率いる女性隊員。変異体の捕獲・逮捕のみならず、リセットや剪定を行う。変異体（シルヴィ）の捜索の中で彼女に心を乗っ取られたことがきっかけで、自らの記憶に疑問を持つようになる。
ケイシー
声 - ユージン・コルデロ、日本語吹替 - 山橋正臣
TVAの事務員。証拠物保管などを主な仕事としている。
ミス・ミニッツ
声 - タラ・ストロング、日本語吹替 - 松浦裕美子
TVAのマスコット的存在で、AIアシスタントとTVAの象徴のような役割でもあり、TVA本部に連行された変異体に教義を、TVA職員に業務の研修とサポートなどを施す業務を担当する。
ウロボロス (Ouroboros：通称OB)
演 - キー・ホイ・クァン、日本語吹替 - 水島裕
TVA職員、シーズン2より登場。

### サブキャスト・ゲスト
ハンターU-92
演 - デレク・ルッソ、日本語吹替 - 三瓶雄樹
ミニットメンの一員である男性隊員。1858年のサライナでシルヴィに焼殺される。
マーティン
演 - ジョシュ・ファーデム、日本語吹替 - 清水裕亮
TVA本部に連行された変異体の男性。悪態をつき続けた結果、ミニットマンに剪定される。
ハンターC-20
演 - サッシャ・レイン、日本語吹替 - 胡麻鶴彩
TVAのミニットメンの一員である女性隊員。変異体捜索に赴くが、シルヴィに人質としてさらわれてしまい、タイムキーパーの居場所を彼女に教えてしまう。
ハンターD-90
演 - ニール・エリス、日本語吹替 - 細川祥央
ミニットメンの一員である男性隊員。メビウスやB-15たちと共に要所要所で出動する。
ランディ
演 - オースティン・フリーマン、日本語吹替 -  露崎亘
2050年の“ロックスカート”の男性店員。シルヴィの魔法にかかり、操られてしまう。
ハドソン
演 - ベン・ヴァンダーマイ、日本語吹替 - 露崎亘
ラメンティス1号星の列車の警備兵で、階級は上等兵。
ヒックス
演 - ジョン・コリン・バークレイ、日本語吹替 - 綿貫竜之介
ラメンティス1号星の列車の警備兵で、階級は伍長。
シフ
演 - ジェイミー・アレクサンダー、日本語吹替 - 北西純子
北欧神話の女神“シブ”のモデルである“アスガルド”の女戦士。“時の牢獄”内でロキの“嫌な思い出”から再現される形で登場。
タイムキーパー
声 - ジョナサン・メジャース

キッド・ロキ
演 - ジャック・ヴィール、日本語吹替 - 高村晴香
少年の姿をしたロキの変異体。ソーを殺したことで変異体として剪定された。
自慢好きロキ
演 - デオビア・オパレイ、日本語吹替 - 中村和正
黒人男性の姿をしたロキの変異体。キャプテン・アメリカとアイアンマンを倒し、インフィニティ・ストーンを全て手に入れたことで剪定されたと豪語している。
クラシック・ロキ
演 - リチャード・E・グラント、日本語吹替 - 宮田浩徳
初老の姿をしたロキの変異体。サノスを騙して殺されずに逃げて長い間1人で暮らしていたが、ソーに会いたくなったことで変異体として剪定された。
ソロッグ
声 - クリス・ヘムズワース（クレジットなし）
小さなカエルの姿に変貌したソーの“変異体”。虚無の地中に登場。
レベッカ・トルミネット
演 - ググ・バサ＝ロー
2018年のF・D・ルーズヴェルト高校で校長を務める女性教師で、ラヴォーナと変異体の関係にあると思しき人物。
ブラッド・ウルフ
演 - ラファエル・カザル
映画「ザニアック」の主演を務めた俳優。
在り続ける者
演 - ジョナサン・メジャース、日本語吹替 - 中村和正
神聖時間軸が自身の邪悪な変異体によって破壊されることを防ぐためにTVAを創設した31世紀の科学者で、物語の黒幕。変異体と識別されたロキとシルヴィに接触し、ある提案を突き付ける。
ヴィクター・タイムリー
演 - ジョナサン・メジャース、日本語吹替 - 中村和正
1900年代初頭に未来の技術を群衆に紹介した男であり、征服者カーンの変異体。シーズン2より登場。

## 設定・用語

### ロキの魔法
本作でロキは、これまでのMCU作品で行使しなかった多数の魔法を披露する。シルヴィたちロキの変異体の数人も、独自の魔法を駆使する。

### 神聖時間軸関連
神聖時間軸
これまでの『MCU』作品の物語の歴史/時間の流れそのものである1本の時間軸で、大昔の大戦争の際にタイムキーパーによって、多元宇宙が統一されて確立したと言われている。タイムキーパーやTVAによって、その時間の流れは守られているが、時間軸そのものが“分岐”することで、現実の崩壊を招く恐れがあると警戒されている。
分岐イベント
神聖時間軸を不安定にして、“枝分かれ”するように分岐させる出来事。
変異体
神聖時間軸から外れて、分岐イベントを発生させてしまう存在。

### TVA関連
TVA
正式名称は“Time Variance Authority”（時間変異取締局）。神聖時間軸を監視し、本来の歴史を維持する活動に務める。
本部
本作の主な舞台の一つとなる、TVAの本部施設。神聖時間軸の地球やさまざまな惑星と時間の流れが異なる別世界に存在するらしく、“インフィニティ・ストーン”が特殊能力を発揮できない状態で複数個存在するなど、不可思議な性質を帯びている。
ミニットメン
TVAの実働部隊。
タイムキーパー
多元宇宙にわたる大戦争による混乱から多元宇宙を一つに統一して神聖時間軸を確立。それを監視するためにTVAを創設したとされる“全てを知る存在”。

#### ツール・アイテム
タイムパッド
TVA職員が携行する多機能電子手帳。タッチパネル操作でタイムドアや時の牢獄の起動から、ミス・ミニッツの呼び出しまで、さまざまな機能が搭載されたデバイスである。
タイムドア
タイムパッドの操作で出現するオレンジ色の長方形のゲート。時間軸のあらゆるポイントへの移動や、TVA本部への帰還が可能となる。
時の牢獄
変異体を処罰するための空間。タイムパッドの操作で出現する赤い長方形のゲートの向こう側で対象者の“嫌な思い出”を延々とタイムループする。
タイムスティック
TVA職員の主武装で、変異体を“剪定”するための警棒。殴りつけた相手の動きの速度を変えられるほか、突きつけられた対象を生命体・無機物を問わず、虚無へと移送する。
リセットチャージ
“分岐イベント”が発生した神聖時間軸のリセットに用いられる小型デバイス。分岐が発生した時間軸のポイントに設置・起動させると、「分岐した時間軸の汚染範囲を刈り取り、自然治癒させる」。
タイムカラー&タイムツイスター
捕らえた変異体の管理とその行動を抑制するために使用するデバイスのセット。

### ビークル
列車
ラメンティス1号星の地表に敷設された線路を走る鉄道車両。依怙贔屓により裕福な者たちだけが箱舟へと向かうこの車両に乗り込むことが許されている。
箱舟
ラメンティス1号星からの脱出用大型宇宙船。
ダットサン・ブルーバード（2代目）
虚無に移送されていたと思しき車両。ルーフにはピザのオブジェがバネ付きで装飾され、運転席にはフラガールの人形が置かれており、「GRN-W1D」のナンバープレートが取り付けられている。
起動しない廃車のような外観とは裏腹に走行可能で、メビウスはこれを運転し、アライオスに追われていたシルヴィを同乗させて彼女を救い、ロキたちとの合流に成功する。

### 惑星・異世界

#### 地球
ゴビ砂漠
中国の広大な砂漠。2012年、ロキはテッセラクトを使ったことで、ここへワープして倒れ込み、現地の遊牧民に高々と名乗りを上げるが、英語が通じなかったため理解されず、そこに現れたハンターB-15たちミニットメンに遭遇して捕縛され、その場で発生していた分岐イベントもリセットされる。
エクサンプロヴァンス
フランスの古都。1549年、ここの教会でロキの変異体（シルヴィ）がTVAのハンターを手にかけ、その後メビウスたちTVAの捜査チームが事件現場を検証。そこに顔を出した少年は、メビウスから事情聴取を受けると、この時代には存在しない“ドッカーンガム”を託し、「悪魔」と呼ばれる角を2本生やした赤い悪魔のステンドグラスを指差す。
サライナ
アメリカ・オクラホマ州の町。1858年、ここの闇夜の草原でシルヴィは、ミニットメンを焼死させ、リセットチャージを奪取する。
オシュコシュ
アメリカ・ウィスコンシン州にある都市。1985年、ここの一角で16世紀のルネサンスを再現するルネサンス祭が行われており、女性をもの扱いしていた時代を示すように、テント内で“姫”を“賞品”にあてがうアナウンスが流れていた。
ハンターC-20の部隊は、この時代で発生した分岐イベントに対処するためにこの場所に出動し、シルヴィ捜索にあたったが、C-20はシルヴィに操られて部下たちを全員倒してしまい、シルヴィに人質として捕らわれた。
それを察知したメビウスとB-15たちがロキを伴ってC-20とシルヴィの捜索のためここに駆け付けたが、ロキはタイムキーパーにいち早く謁見することを望んだことから捜査中に虚言を呈し、それを大ぼらと見抜かれてしまう。そして、この時代の分岐もリセットされる。
ポンペイ
イタリアの古代都市。ロキは書類調査ではじき出した仮説を証明するために、ヴェスヴィオ噴火が起きた79年のこの地にメビウスを同伴して赴いた。そして大噴火とそれに騒然とする村人たちを前にしたロキは、広場で騒ぎ出すほど高揚してメビウスから不謹慎だと注意されるも、「大災害の中ならどんなことをしても分岐イベントは発生しない」という仮説を証明する。
ヘブンヒルズ（Haven Hills）
アメリカ・アラバマ州にある町。2050年に、クラス10にあたる大嵐にさらされている。
ロックスカート（Roxxcart）
ヘブンヒルズにある「最も有名な巨大スーパーマーケット」。温室や観葉植物売り場などの売り場が点在するだけでなく、嵐に晒された民間人のために巨大倉庫が仮設避難所として利用され、シルヴィはここに潜伏しながらミニットメンから奪い続けたリセットチャージを多数設置していた。
ロキとメビウスがシルヴィの潜伏先としてここに目星をつけたことで、彼らとミニットメンが来訪し、メビウスたちは避難していた民間人たちと、警備室に怯えきった状態で踞っていたC-20を発見するが、ロキとB-15はシルヴィに遭遇。シルヴィは店内にいた複数の男性やB-15を操り、ロキを襲って姿を表すと、多数のリセットチャージをさまざまな時代に移送して神聖時間軸に混乱を引き起こして逃走した。だがロキは、メビウスたちの制止を無視して彼らの下を離れ、シルヴィを追ってしまう。
後に、自身の記憶に疑問を持ったB-15がシルヴィを連れてこの店舗の入り口前を再訪し、彼女の魔法を再度受ける。

#### その他
ラメンティス1号星
2077年に他の惑星の急接近により滅亡寸前となっていた鉱山惑星。ロキとシルヴィは、出会って間もなくこの星に落ち延びる。
アスガルド
“九つの世界”の頂点と言われる“神の国”。本作では、幼少期のシルヴィが暮らしていた時間軸の本国が回想シーンにのみ登場する。
虚無
TVAに剪定された全てのものが移送される空間。
アライオス
虚無において、剪定されて来た変異体を捕食するために猛威を振るう巨大な怪物。
時の彼方
虚無の向こう側に存在する広大な星雲。
シタデル
時の彼方に単体で浮かぶ小惑星の上に建てられている砦で、在り続ける者が潜む拠点である。

## エピソード

### シーズン1
| 通算 話数 | タイトル                                      | 監督           | 脚本                                         | 公開日        |
| --------- | --------------------------------------------- | -------------- | -------------------------------------------- | ------------- |
| 1         | "大いなる目的" " Glorious Purpose"            | ケイト・ヘロン | マイケル・ウォルドロン                       | 2021年6月9日  |
| 2         | "変異体" "The Variant"                        | ケイト・ヘロン | エリッサ・カラシク                           | 2021年6月16日 |
| 3         | "ラメンティス" "Lamentis"                     | ケイト・ヘロン | ビシャ・Ｋ・アリ                             | 2021年6月23日 |
| 4         | "分岐イベント" "The Nexus Event"              | ケイト・ヘロン | エリック・マーティン                         | 2021年6月30日 |
| 5         | "未知への旅" "Journey into Mystery"           | ケイト・ヘロン | トム・カウフマン                             | 2021年7月7日  |
| 6         | "とわに時を いつでも" "For All Time. Always." | ケイト・ヘロン | マイケル・ウォルドロン＆エリック・マーティン | 2021年7月14日 |

### シーズン2[3]
| 通算 話数 | タイトル                                    | 監督                                         | 脚本                                                                                         | 公開日         |
| --------- | ------------------------------------------- | -------------------------------------------- | -------------------------------------------------------------------------------------------- | -------------- |
| 7         | "ウロボロス" "Ouroboros"                    | ジャスティン・ベンソン、アーロン・ムアヘッド | エリック・マーティン                                                                         | 2023年10月6日  |
| 8         | "ブレイキング・ブラッド" "Breaking Brad"    | ダン・デリーウ                               | エリック・マーティン                                                                         | 2023年10月13日 |
| 9         | "1893" "1893"                               | カスラ・ファラハニ                           | エリック・マーティン、カスラ・ファラハニ、ジェイソン・オレリー（物語：エリック・マーティン） | 2023年10月20日 |
| 10        | "TVAの心臓" "Heart of the TVA"              | ジャスティン・ベンソン、アーロン・ムアヘッド | エリック・マーティン、キャサリン・ブレア                                                     | 2023年10月27日 |
| 11        | "サイエンス/フィクション" "Science/Fiction" | ジャスティン・ベンソン、アーロン・ムアヘッド | エリック・マーティン                                                                         | 2023年11月3日  |
| 12        | "大いなる目的" "Glorious Purpose"           | ジャスティン・ベンソン、アーロン・ムアヘッド | エリック・マーティン                                                                         | 2023年11月10日 |

## 評価
アメリカ国内の300万世帯に設置されているインターネットテレビを対象に動画配信サービスの利用状況を調査しているSamba TVによると、配信初日（2021年6月9日）に本ドラマを視聴した世帯数は89万に及ぶことが判明した。これはこれまで同社が調査してきたMCUのドラマシリーズ2番組の視聴世帯数を上回っており、Disney+史上最高のオープニング記録を達成したとみられている。